# Andoa jezik
Andoa jezik (ISO 639-3: anb), izumrli jezik porodice zaparo, kojim su nekada govorili Andoa Indijanci s rijeke Pastaza u Peruu. Posljednji poznati govornik umro je 1993.
Pripadnici etničke grupe danas govore pastaza quechua, a neki i španjolskim. Ovim jezikom govorila su plemena Gaye i Semigaye (Shimigae), a njihov plemenski naziv danas jezikoslovci koriste kao alternativni naziv jezika andoa.

## Vanjske poveznice
- Ethnologue (14th)
- Ethnologue (15th)